# 尼康D3400
尼康D3400（Nikon D3400）是Nikon公司于2016年8月17日发布的入门级数码单反相机。是取代D3300的后续机型。

## 特点
- 尼康D3400取消了光学传感器前的低通滤波器设计。
- 尼康D3400采用了EXPEED 4 影像处理器。
- 尼康D3400使用升级的EN-EL14a锂离子可充电电池。
- 源自D3000的引導模式於D3400上繼續被保留並加以強化，讓入門用家可輕易掌握單鏡數碼相機的使用原理。
- 尼康D3400的最高連拍速度是每秒5張。
- 除此以外，其他的主要功能均與D3300大致相同。